# Atomowe miasto
 Atomowe miasto – amerykański film dramatyczny z 1952 roku w reżyserii Sydneya Boehm.

## Fabuła
Film opowiada o ośrodku, gdzie są przeprowadzane eksperymenty z bronią jądrową, jednym pracownikiem tego ośrodka jest naukowiec dr Frank Addison. Wkrótce dochodzi do porwania jego syna przez komunistycznych agentów, którzy chcą go zmusić do ujawnienia informacji o budowie bomby.

## Obsada
- Lydia Clarke jako Martha Addison[1][2]
- Lee Aaker jako Tommy Addison[1][2]
- Nancy Gates jako Ellen Haskell[1][2]

## Nagrody i nominacje
- 1953: Nominacja do Oscara za Najlepsze materiały do scenariusza i scenariusz dla Sydneya Boehm[4][5].